# Olympische Sommerspiele 2024/Taekwondo/Qualifikation
Die Qualifikation für die Wettbewerbe im Taekwondo der Olympischen Sommerspiele 2024 erfolgt vom 1. Juni 2022 bis zum 1. Mai 2024.
Jede Nation darf maximal einen Athleten pro Wettkampf stellen, somit darf jede Nation maximal acht Athleten (vier pro Geschlecht) stellen. Die Athleten erkämpfen Quotenplätze für ihr jeweiliges Nationales Olympisches Komitee, dieses entschied, welcher Athlet bei den Spielen in Paris antritt.
In jeder Gewichtsklasse erhalten die besten fünf Athleten der olympischen Rangliste des World Taekwondo Quotenplätze. Sofern sich mindestens zwei männliche und zwei weibliche Athleten einer über die Ranglisten qualifizieren können, können Athleten dieser Nation nicht am jeweiligen kontinentalen Qualifikationsturnier teilnehmen, es sei denn, das NOK verzichtet auf einen durch die Ranglisten erkämpften Quotenplatz.
Der französischen Delegation stehen als Gastgeber bis zu vier Quotenplätze zu, für die restlichen vier Gewichtsklassen werden Einladungsplätze von der „Tripartite Commission“ vergeben. Zudem werden bei kontinentalen Qualifikationsturnieren von Afrika, Asien, Europa und Panamerika jeweils zwei Plätze und im Qualifikationsturnier von Ozeanien ein Platz vergeben.
Verzichtet ein NOK, das sich durch ein Qualifikationsturnier qualifiziert hat, auf einen Quotenplatz, wird dieser der Nation des nächstbesten Athleten in der jeweiligen Gewichtsklasse dieses Turniers zugewiesen.

## Übersicht
| Nation                         | Männer          | Männer        | Männer         | Männer         | Frauen          | Frauen        | Frauen         | Frauen         | Athleten |
| Nation                         | Fliegen-gewicht | Feder-gewicht | Mittel-gewicht | Schwer-gewicht | Fliegen-gewicht | Feder-gewicht | Mittel-gewicht | Schwer-gewicht | Athleten |
| ------------------------------ | --------------- | ------------- | -------------- | -------------- | --------------- | ------------- | -------------- | -------------- | -------- |
| Ägypten                        |                 | X             | X              |                |                 |               | X              |                | 3        |
| Argentinien                    | X               |               |                |                |                 |               |                |                | 1        |
| Aserbaidschan                  | X               |               |                |                |                 |               |                |                | 1        |
| Australien                     | X               |               | X              |                |                 | X             |                |                | 3        |
| Belgien                        |                 |               |                |                |                 |               | X              |                | 1        |
| Brasilien                      |                 | X             | X              |                |                 | X             | X              |                | 4        |
| Bulgarien                      |                 |               |                |                |                 | X             |                |                | 1        |
| Burkina Faso                   |                 | X             | X              |                |                 |               |                |                | 2        |
| Chile                          |                 |               | X              |                |                 |               |                | X              | 2        |
| China                          |                 | X             |                | X              | X               | X             | X              | X              | 6        |
| Chinesisch Taipeh              |                 |               |                |                |                 | X             |                |                | 1        |
| Dänemark                       |                 |               | X              |                |                 |               |                |                | 1        |
| Deutschland                    |                 |               |                |                |                 |               |                | X              | 1        |
| Dominikanische Republik        |                 | X             |                |                |                 |               | X              |                | 2        |
| Elfenbeinküste                 |                 |               |                | X              |                 |               | X              | X              | 3        |
| Fidschi                        |                 |               |                |                |                 |               | X              | X              | 2        |
| Frankreich                     | X               | X             |                |                |                 |               | X              | X              | 4        |
| Gabun                          |                 |               |                |                |                 | X             |                |                | 1        |
| Gambia                         |                 |               |                | X              |                 |               |                |                | 1        |
| Großbritannien                 |                 | X             |                | X              |                 | X             |                | X              | 4        |
| Guinea-Bissau                  |                 |               |                | X              |                 |               |                |                | 1        |
| Hongkong                       |                 | X             |                |                |                 |               |                |                | 1        |
| Individuelle Neutrale Athleten | X               |               |                |                |                 |               |                |                | 1        |
| Iran                           |                 |               | X              | X              | X               | X             |                |                | 4        |
| Irland                         | X               |               |                |                |                 |               |                |                | 1        |
| Israel                         |                 |               |                |                | X               |               |                |                | 1        |
| Italien                        | X               |               | X              |                | X               |               |                |                | 3        |
| Jordanien                      |                 | X             | X              |                |                 |               | X              | X              | 4        |
| Kanada                         |                 |               |                |                | X               | X             |                |                | 2        |
| Kasachstan                     | X               |               | X              |                |                 |               |                |                | 2        |
| Kroatien                       |                 | X             |                | X              | X               |               |                |                | 3        |
| Kuba                           |                 |               |                | X              |                 |               |                | X              | 2        |
| Lesotho                        |                 |               |                |                | X               |               |                |                | 1        |
| Libanon                        |                 |               |                |                |                 | X             |                |                | 1        |
| Mali                           |                 |               | X              |                |                 |               |                |                | 1        |
| Marokko                        |                 |               |                |                | X               |               |                | X              | 2        |
| Mexiko                         |                 |               |                | X              | X               |               |                |                | 2        |
| Niger                          | X               |               |                | X              |                 |               |                |                | 2        |
| Nigeria                        |                 |               |                |                |                 |               | X              |                | 1        |
| Nordmazedonien                 |                 |               |                |                |                 | X             |                |                | 1        |
| Norwegen                       |                 |               |                | X              |                 |               |                |                | 1        |
| Österreich                     |                 |               |                |                |                 |               |                | X              | 1        |
| Osttimor                       |                 |               |                |                | X               |               |                |                | 1        |
| Palästina                      | X               |               |                |                |                 |               |                |                | 1        |
| Papua-Neuguinea                |                 | X             |                | X              |                 |               |                |                | 2        |
| Refugee Olympic Team           | X               | X             | X              | X              | X               |               |                |                | 5        |
| Saudi-Arabien                  |                 |               |                |                | X               |               |                |                | 1        |
| Senegal                        | X               |               |                |                |                 |               |                |                | 1        |
| Serbien                        | X               |               | X              |                |                 |               | X              |                | 3        |
| Slowenien                      |                 |               |                | X              |                 |               |                |                | 1        |
| Spanien                        | X               | X             |                |                | X               |               | X              |                | 4        |
| Südkorea                       | X               |               | X              |                |                 | X             |                | X              | 4        |
| Tadschikistan                  |                 |               |                |                |                 |               |                | X              | 1        |
| Thailand                       |                 | X             |                |                | X               |               | X              |                | 3        |
| Tschechien                     |                 |               |                |                |                 | X             |                | X              | 2        |
| Tunesien                       | X               |               | X              |                | X               | X             |                |                | 4        |
| Türkei                         |                 | X             |                | X              | X               | X             |                | X              | 5        |
| Ungarn                         | X               | X             |                |                |                 |               | X              |                | 3        |
| Uruguay                        |                 |               |                |                |                 | X             |                |                | 1        |
| Usbekistan                     |                 | X             | X              | X              |                 |               | X              | X              | 5        |
| Venezuela                      | X               |               |                |                |                 |               |                |                | 1        |
| Vereinigte Staaten             |                 |               | X              | X              |                 | X             | X              |                | 4        |
| Gesamt: 62 NOKs                | 18              | 17            | 17             | 17             | 17              | 16            | 16             | 16             | 134      |

## Männer

### Fliegengewicht (bis 58 kg)
| Qualifikationswettbewerb                                                                                    | Datum                                   | Ort           | Plätze | Qualifizierte Athleten  |
| --- | --------------------------------------- | ------------- | ------ | ----------------------- |
| WT Olympische Rangliste per Stand am 3. Dezember 2023, einschließlich der Ergebnisse des Grand-Prix-Finales | 2.–3. Dezember 2023 (Grand-Prix-Finale) | Manchester    | 5      | Park Tae-joon           |
| WT Olympische Rangliste per Stand am 3. Dezember 2023, einschließlich der Ergebnisse des Grand-Prix-Finales | 2.–3. Dezember 2023 (Grand-Prix-Finale) | Manchester    | 5      | Mohamed Khalil Jendoubi |
| WT Olympische Rangliste per Stand am 3. Dezember 2023, einschließlich der Ergebnisse des Grand-Prix-Finales | 2.–3. Dezember 2023 (Grand-Prix-Finale) | Manchester    | 5      | Adrián Vicente          |
| WT Olympische Rangliste per Stand am 3. Dezember 2023, einschließlich der Ergebnisse des Grand-Prix-Finales | 2.–3. Dezember 2023 (Grand-Prix-Finale) | Manchester    | 5      | Vito Dell’Aquila        |
| WT Olympische Rangliste per Stand am 3. Dezember 2023, einschließlich der Ergebnisse des Grand-Prix-Finales | 2.–3. Dezember 2023 (Grand-Prix-Finale) | Manchester    | 5      | Omar Salim              |
| WT Grand Slam Series Rangliste                                                                              | 16.–17. Dezember 2023                   | Wuxi          | 1      | Gashim Magomedov        |
| Qualifikationsturnier Afrika                                                                                | 10.–11. Februar 2024                    | Dakar         | 2      | Bocar Diop              |
| Qualifikationsturnier Afrika                                                                                | 10.–11. Februar 2024                    | Dakar         | 2      | Nouridine Issaka        |
| Qualifikationsturnier Ozeanien                                                                              | 6. April 2024                           | Honiara       | 1      | Bailey Lewis            |
| Qualifikationsturnier Panamerika                                                                            | 9.–10. April 2024                       | Santo Domingo | 2      | Yohandri Granado        |
| Qualifikationsturnier Panamerika                                                                            | 9.–10. April 2024                       | Santo Domingo | 2      | Lucas Guzmán            |
| Qualifikationsturnier Asien                                                                                 | 15.–16. März 2024                       | Tai’an        | 2      | Omar Yaser Ismail       |
| Qualifikationsturnier Asien                                                                                 | 15.–16. März 2024                       | Tai’an        | 2      | Samirchon Ababakirow    |
| Qualifikationsturnier Europa                                                                                | 9.–10. März 2024                        | Sofia         | 2      | Jack Woolley            |
| Qualifikationsturnier Europa                                                                                | 9.–10. März 2024                        | Sofia         | 2      | Lev Korneev             |
| Wildcard/Gastgeber                                                                                          | —                                       | —             | 1      | Cyrian Ravet            |
| Einladungsplatz des IOC                                                                                     | —                                       | —             | 2      | Hadi Tiranvalipour      |
| Einladungsplatz des IOC                                                                                     | —                                       | —             | 2      | Georgi Gurzijew         |
| Gesamt | Gesamt                                  | Gesamt        | 18     | 118                     |

### Federgewicht (bis 68 kg)
| Qualifikationswettbewerb                                                                                    | Datum                                   | Ort           | Plätze | Qualifizierte Athleten |
| --- | --------------------------------------- | ------------- | ------ | ---------------------- |
| WT Olympische Rangliste per Stand am 3. Dezember 2023, einschließlich der Ergebnisse des Grand-Prix-Finales | 2.–3. Dezember 2023 (Grand-Prix-Finale) | Manchester    | 5      | Ulugʻbek Rashitov      |
| WT Olympische Rangliste per Stand am 3. Dezember 2023, einschließlich der Ergebnisse des Grand-Prix-Finales | 2.–3. Dezember 2023 (Grand-Prix-Finale) | Manchester    | 5      | Bradly Sinden          |
| WT Olympische Rangliste per Stand am 3. Dezember 2023, einschließlich der Ergebnisse des Grand-Prix-Finales | 2.–3. Dezember 2023 (Grand-Prix-Finale) | Manchester    | 5      | Hakan Reçber           |
| WT Olympische Rangliste per Stand am 3. Dezember 2023, einschließlich der Ergebnisse des Grand-Prix-Finales | 2.–3. Dezember 2023 (Grand-Prix-Finale) | Manchester    | 5      | Zaid Kareem            |
| WT Olympische Rangliste per Stand am 3. Dezember 2023, einschließlich der Ergebnisse des Grand-Prix-Finales | 2.–3. Dezember 2023 (Grand-Prix-Finale) | Manchester    | 5      | Javier Pérez           |
| WT Grand Slam Series Rangliste                                                                              | 16.–17. Dezember 2023                   | Wuxi          | 1      | Liang Yushuai          |
| Qualifikationsturnier Afrika                                                                                | 10.–11. Februar 2024                    | Dakar         | 2      | Ibrahim Maïga          |
| Qualifikationsturnier Afrika                                                                                | 10.–11. Februar 2024                    | Dakar         | 2      | Ahmed Nassar           |
| Qualifikationsturnier Ozeanien                                                                              | 6. April 2024                           | Honiara       | 1      | Eisa Mozdehjouybari    |
| Qualifikationsturnier Ozeanien                                                                              | 6. April 2024                           | Honiara       | 1      | Kevin Kassman          |
| Qualifikationsturnier Panamerika                                                                            | 9.–10. April 2024                       | Santo Domingo | 2      | Edival Pontes          |
| Qualifikationsturnier Panamerika                                                                            | 9.–10. April 2024                       | Santo Domingo | 2      | Bernardo Pié           |
| Qualifikationsturnier Asien                                                                                 | 15.–16. März 2024                       | Tai’an        | 2      | Banlung Tubtimdang     |
| Qualifikationsturnier Asien                                                                                 | 15.–16. März 2024                       | Tai’an        | 2      | Ali Reza Abbasi        |
| Qualifikationsturnier Asien                                                                                 | 15.–16. März 2024                       | Tai’an        | 2      | Lo Wai Fung            |
| Qualifikationsturnier Europa                                                                                | 9.–10. März 2024                        | Sofia         | 2      | Marko Golubić          |
| Qualifikationsturnier Europa                                                                                | 9.–10. März 2024                        | Sofia         | 2      | Levente Józsa          |
| Wildcard/Gastgeber                                                                                          | —                                       | —             | 1      | Souleyman Alaphilippe  |
| Einladungsplatz des IOC                                                                                     | —                                       | —             | 1      | Yahya Al Ghotany       |
| Gesamt | Gesamt                                  | Gesamt        | 17     | 17                     |

### Mittelgewicht (bis 80 kg)
| Qualifikationswettbewerb                                                                                    | Datum                                   | Ort           | Plätze | Qualifizierte Athleten |
| --- | --------------------------------------- | ------------- | ------ | ---------------------- |
| WT Olympische Rangliste per Stand am 3. Dezember 2023, einschließlich der Ergebnisse des Grand-Prix-Finales | 2.–3. Dezember 2023 (Grand-Prix-Finale) | Manchester    | 5      | Simone Alessio         |
| WT Olympische Rangliste per Stand am 3. Dezember 2023, einschließlich der Ergebnisse des Grand-Prix-Finales | 2.–3. Dezember 2023 (Grand-Prix-Finale) | Manchester    | 5      | Carl Nickolas          |
| WT Olympische Rangliste per Stand am 3. Dezember 2023, einschließlich der Ergebnisse des Grand-Prix-Finales | 2.–3. Dezember 2023 (Grand-Prix-Finale) | Manchester    | 5      | Seif Eissa             |
| WT Olympische Rangliste per Stand am 3. Dezember 2023, einschließlich der Ergebnisse des Grand-Prix-Finales | 2.–3. Dezember 2023 (Grand-Prix-Finale) | Manchester    | 5      | Saleh Al-Sharabaty     |
| WT Olympische Rangliste per Stand am 3. Dezember 2023, einschließlich der Ergebnisse des Grand-Prix-Finales | 2.–3. Dezember 2023 (Grand-Prix-Finale) | Manchester    | 5      | Seo Geon-woo           |
| WT Grand Slam Series Rangliste                                                                              | 16.–17. Dezember 2023                   | Wuxi          | 1      | Mehran Barkhordari     |
| Qualifikationsturnier Afrika                                                                                | 10.–11. Februar 2024                    | Dakar         | 2      | Firas Katoussi         |
| Qualifikationsturnier Afrika                                                                                | 10.–11. Februar 2024                    | Dakar         | 2      | Faysal Sawadogo        |
| Qualifikationsturnier Ozeanien                                                                              | 6. April 2024                           | Honiara       | 1      | Leon Sejranovic        |
| Qualifikationsturnier Panamerika                                                                            | 9.–10. April 2024                       | Santo Domingo | 2      | Joaquín Churchill      |
| Qualifikationsturnier Panamerika                                                                            | 9.–10. April 2024                       | Santo Domingo | 2      | Henrique Rodrigues     |
| Qualifikationsturnier Asien                                                                                 | 15.–16. März 2024                       | Tai’an        | 2      | Jasurbek Jaysunov      |
| Qualifikationsturnier Asien                                                                                 | 15.–16. März 2024                       | Tai’an        | 2      | Batyrchan Töleughali   |
| Qualifikationsturnier Europa                                                                                | 9.–10. März 2024                        | Sofia         | 2      | Maxim Chramzow         |
| Qualifikationsturnier Europa                                                                                | 9.–10. März 2024                        | Sofia         | 2      | Edi Hrnic              |
| Qualifikationsturnier Europa                                                                                | 9.–10. März 2024                        | Sofia         | 2      | Stefan Takov           |
| Wildcard/Gastgeber                                                                                          | —                                       | —             | 1      | Ismaël Coulibaly       |
| Einladungsplatz des IOC                                                                                     | —                                       | —             | 1      | Farzad Mansouri        |
| Gesamt | Gesamt                                  | Gesamt        | 17     | 17                     |

### Schwergewicht (über 80 kg)
| Qualifikationswettbewerb                                                                                    | Datum                                   | Ort           | Plätze | Qualifizierte Athleten      |
| --- | --------------------------------------- | ------------- | ------ | --------------------------- |
| WT Olympische Rangliste per Stand am 3. Dezember 2023, einschließlich der Ergebnisse des Grand-Prix-Finales | 2.–3. Dezember 2023 (Grand-Prix-Finale) | Manchester    | 6      | Cheick Sallah Cissé         |
| WT Olympische Rangliste per Stand am 3. Dezember 2023, einschließlich der Ergebnisse des Grand-Prix-Finales | 2.–3. Dezember 2023 (Grand-Prix-Finale) | Manchester    | 6      | Carlos Sansores             |
| WT Olympische Rangliste per Stand am 3. Dezember 2023, einschließlich der Ergebnisse des Grand-Prix-Finales | 2.–3. Dezember 2023 (Grand-Prix-Finale) | Manchester    | 6      | Ivan Šapina                 |
| WT Olympische Rangliste per Stand am 3. Dezember 2023, einschließlich der Ergebnisse des Grand-Prix-Finales | 2.–3. Dezember 2023 (Grand-Prix-Finale) | Manchester    | 6      | Caden Cunningham            |
| WT Olympische Rangliste per Stand am 3. Dezember 2023, einschließlich der Ergebnisse des Grand-Prix-Finales | 2.–3. Dezember 2023 (Grand-Prix-Finale) | Manchester    | 6      | Emre Kutalmış Ateşli        |
| WT Olympische Rangliste per Stand am 3. Dezember 2023, einschließlich der Ergebnisse des Grand-Prix-Finales | 2.–3. Dezember 2023 (Grand-Prix-Finale) | Manchester    | 6      | Nikita Rafalovich           |
| WT Grand Slam Series Rangliste                                                                              | 16.–17. Dezember 2023                   | Wuxi          | 1 0    | Wladislaw Larin             |
| Qualifikationsturnier Afrika                                                                                | 10.–11. Februar 2024                    | Dakar         | 2      | Alasan Ann                  |
| Qualifikationsturnier Afrika                                                                                | 10.–11. Februar 2024                    | Dakar         | 2      | Abdoulrazak Issoufou Alfaga |
| Qualifikationsturnier Ozeanien                                                                              | 6. April 2024                           | Honiara       | 1      | Gibson Mara                 |
| Qualifikationsturnier Panamerika                                                                            | 9.–10. April 2024                       | Santo Domingo | 2      | Jonathan Healy              |
| Qualifikationsturnier Panamerika                                                                            | 9.–10. April 2024                       | Santo Domingo | 2      | Rafael Alba                 |
| Qualifikationsturnier Asien                                                                                 | 15.–16. März 2024                       | Tai’an        | 2      | Song Zhaoxiang              |
| Qualifikationsturnier Asien                                                                                 | 15.–16. März 2024                       | Tai’an        | 2      | Arian Salimi                |
| Qualifikationsturnier Europa                                                                                | 9.–10. März 2024                        | Sofia         | 2      | Richard Ordemann            |
| Qualifikationsturnier Europa                                                                                | 9.–10. März 2024                        | Sofia         | 2      | Patrik Divković             |
| Wildcard/Gastgeber                                                                                          | —                                       | —             | 1      | Paivou Gomis                |
| Einladungsplatz des IOC                                                                                     | —                                       | —             | 1      | Kasra Mehdipournejad        |
| Gesamt | Gesamt                                  | Gesamt        | 17     | 17                          |

## Frauen

### Fliegengewicht (bis 49 kg)
| Qualifikationswettbewerb                                                                                    | Datum                                   | Ort           | Plätze | Qualifizierte Athletinnen |
| --- | --------------------------------------- | ------------- | ------ | ------------------------- |
| WT Olympische Rangliste per Stand am 3. Dezember 2023, einschließlich der Ergebnisse des Grand-Prix-Finales | 2.–3. Dezember 2023 (Grand-Prix-Finale) | Manchester    | 7      | Panipak Wongpattanakit    |
| WT Olympische Rangliste per Stand am 3. Dezember 2023, einschließlich der Ergebnisse des Grand-Prix-Finales | 2.–3. Dezember 2023 (Grand-Prix-Finale) | Manchester    | 7      | Merve Dinçel              |
| WT Olympische Rangliste per Stand am 3. Dezember 2023, einschließlich der Ergebnisse des Grand-Prix-Finales | 2.–3. Dezember 2023 (Grand-Prix-Finale) | Manchester    | 7      | Adriana Cerezo            |
| WT Olympische Rangliste per Stand am 3. Dezember 2023, einschließlich der Ergebnisse des Grand-Prix-Finales | 2.–3. Dezember 2023 (Grand-Prix-Finale) | Manchester    | 7      | Lena Stojković            |
| WT Olympische Rangliste per Stand am 3. Dezember 2023, einschließlich der Ergebnisse des Grand-Prix-Finales | 2.–3. Dezember 2023 (Grand-Prix-Finale) | Manchester    | 7      | Daniela Souza             |
| WT Olympische Rangliste per Stand am 3. Dezember 2023, einschließlich der Ergebnisse des Grand-Prix-Finales | 2.–3. Dezember 2023 (Grand-Prix-Finale) | Manchester    | 7      | Guo Qing                  |
| WT Olympische Rangliste per Stand am 3. Dezember 2023, einschließlich der Ergebnisse des Grand-Prix-Finales | 2.–3. Dezember 2023 (Grand-Prix-Finale) | Manchester    | 7      | Oumaima El-Bouchti        |
| WT Grand Slam Series Rangliste                                                                              | 16.–17. Dezember 2023                   | Wuxi          | —      | —                         |
| Qualifikationsturnier Afrika                                                                                | 10.–11. Februar 2024                    | Dakar         | 2      | Ikram Dhahri              |
| Qualifikationsturnier Afrika                                                                                | 10.–11. Februar 2024                    | Dakar         | 2      | Michelle Tau              |
| Qualifikationsturnier Ozeanien                                                                              | 6. April 2024                           | Honiara       | 1 0    | Saffron Tambyrajah        |
| Qualifikationsturnier Panamerika                                                                            | 9.–10. April 2024                       | Santo Domingo | 2      | Josipa Kafadar            |
| Qualifikationsturnier Panamerika                                                                            | 9.–10. April 2024                       | Santo Domingo | 2      | María Sara Grippoli       |
| Qualifikationsturnier Asien                                                                                 | 15.–16. März 2024                       | Tai’an        | 2      | Mobina Nematzadeh         |
| Qualifikationsturnier Asien                                                                                 | 15.–16. März 2024                       | Tai’an        | 2      | Dunya Abutaleb            |
| Qualifikationsturnier Europa                                                                                | 9.–10. März 2024                        | Sofia         | 2      | Ilenia Matonti            |
| Qualifikationsturnier Europa                                                                                | 9.–10. März 2024                        | Sofia         | 2      | Avishag Semberg           |
| Wildcard/Gastgeber                                                                                          | —                                       | —             | 1      | Ana Belo                  |
| Einladungsplatz des IOC                                                                                     | —                                       | —             | 1      | Dina Pouryounes           |
| Gesamt | Gesamt                                  | Gesamt        | 17     | 17                        |

### Federgewicht (bis 57 kg)
| Qualifikationswettbewerb                                                                                    | Datum                                   | Ort           | Plätze | Qualifizierte Athletinnen |
| --- | --------------------------------------- | ------------- | ------ | ------------------------- |
| WT Olympische Rangliste per Stand am 3. Dezember 2023, einschließlich der Ergebnisse des Grand-Prix-Finales | 2.–3. Dezember 2023 (Grand-Prix-Finale) | Manchester    | 6      | Luo Zongshi               |
| WT Olympische Rangliste per Stand am 3. Dezember 2023, einschließlich der Ergebnisse des Grand-Prix-Finales | 2.–3. Dezember 2023 (Grand-Prix-Finale) | Manchester    | 6      | Jade Jones                |
| WT Olympische Rangliste per Stand am 3. Dezember 2023, einschließlich der Ergebnisse des Grand-Prix-Finales | 2.–3. Dezember 2023 (Grand-Prix-Finale) | Manchester    | 6      | Skylar Park               |
| WT Olympische Rangliste per Stand am 3. Dezember 2023, einschließlich der Ergebnisse des Grand-Prix-Finales | 2.–3. Dezember 2023 (Grand-Prix-Finale) | Manchester    | 6      | Hatice Kübra İlgün        |
| WT Olympische Rangliste per Stand am 3. Dezember 2023, einschließlich der Ergebnisse des Grand-Prix-Finales | 2.–3. Dezember 2023 (Grand-Prix-Finale) | Manchester    | 6      | Nahid Kiani               |
| WT Olympische Rangliste per Stand am 3. Dezember 2023, einschließlich der Ergebnisse des Grand-Prix-Finales | 2.–3. Dezember 2023 (Grand-Prix-Finale) | Manchester    | 6      | Lo Chia-ling              |
| WT Grand Slam Series Rangliste                                                                              | 16.–17. Dezember 2023                   | Wuxi          | —      | —                         |
| Qualifikationsturnier Afrika                                                                                | 10.–11. Februar 2024                    | Dakar         | 2      | Emmanuella Atora          |
| Qualifikationsturnier Afrika                                                                                | 10.–11. Februar 2024                    | Dakar         | 2      | Chaima Toumi              |
| Qualifikationsturnier Ozeanien                                                                              | 6. April 2024                           | Honiara       | 1      | Stacey Hymer              |
| Qualifikationsturnier Panamerika                                                                            | 9.–10. April 2024                       | Santo Domingo | 2      | Faith Dillon              |
| Qualifikationsturnier Panamerika                                                                            | 9.–10. April 2024                       | Santo Domingo | 2      | Maria Clara Pacheco       |
| Qualifikationsturnier Asien                                                                                 | 15.–16. März 2024                       | Tai’an        | 2      | Laetitia Aoun             |
| Qualifikationsturnier Asien                                                                                 | 15.–16. März 2024                       | Tai’an        | 2      | Kim Yu-jin                |
| Qualifikationsturnier Europa                                                                                | 9.–10. März 2024                        | Sofia         | 2      | Kimia Alisadeh            |
| Qualifikationsturnier Europa                                                                                | 9.–10. März 2024                        | Sofia         | 2      | Tatjana Minina            |
| Qualifikationsturnier Europa                                                                                | 9.–10. März 2024                        | Sofia         | 2      | Dominika Hronová          |
| Wildcard/Gastgeber                                                                                          | —                                       | —             | 1      | Miljana Reljikj           |
| Gesamt | Gesamt                                  | Gesamt        | 16     | 16                        |

### Mittelgewicht (bis 67 kg)
| Qualifikationswettbewerb                                                                                    | Datum                                   | Ort           | Plätze | Qualifizierte Athletinnen |
| --- | --------------------------------------- | ------------- | ------ | ------------------------- |
| WT Olympische Rangliste per Stand am 3. Dezember 2023, einschließlich der Ergebnisse des Grand-Prix-Finales | 2.–3. Dezember 2023 (Grand-Prix-Finale) | Manchester    | 6      | Julyana Al-Sadeq          |
| WT Olympische Rangliste per Stand am 3. Dezember 2023, einschließlich der Ergebnisse des Grand-Prix-Finales | 2.–3. Dezember 2023 (Grand-Prix-Finale) | Manchester    | 6      | Sarah Chaâri              |
| WT Olympische Rangliste per Stand am 3. Dezember 2023, einschließlich der Ergebnisse des Grand-Prix-Finales | 2.–3. Dezember 2023 (Grand-Prix-Finale) | Manchester    | 6      | Aleksandra Perišić        |
| WT Olympische Rangliste per Stand am 3. Dezember 2023, einschließlich der Ergebnisse des Grand-Prix-Finales | 2.–3. Dezember 2023 (Grand-Prix-Finale) | Manchester    | 6      | Song Jie                  |
| WT Olympische Rangliste per Stand am 3. Dezember 2023, einschließlich der Ergebnisse des Grand-Prix-Finales | 2.–3. Dezember 2023 (Grand-Prix-Finale) | Manchester    | 6      | Ruth Gbagbi               |
| WT Olympische Rangliste per Stand am 3. Dezember 2023, einschließlich der Ergebnisse des Grand-Prix-Finales | 2.–3. Dezember 2023 (Grand-Prix-Finale) | Manchester    | 6      | Caroline Santos           |
| WT Grand Slam Series Rangliste                                                                              | 16.–17. Dezember 2023                   | Wuxi          | —      | —                         |
| Qualifikationsturnier Afrika                                                                                | 10.–11. Februar 2024                    | Dakar         | 2      | Aya Shehata               |
| Qualifikationsturnier Afrika                                                                                | 10.–11. Februar 2024                    | Dakar         | 2      | Elizabeth Anyanacho       |
| Qualifikationsturnier Ozeanien                                                                              | 6. April 2024                           | Honiara       | 1      | Jemesa Landers            |
| Qualifikationsturnier Ozeanien                                                                              | 6. April 2024                           | Honiara       | 1      | Lolohea Navuga Naitasi    |
| Qualifikationsturnier Panamerika                                                                            | 9.–10. April 2024                       | Santo Domingo | 2      | Kristina Teachout         |
| Qualifikationsturnier Panamerika                                                                            | 9.–10. April 2024                       | Santo Domingo | 2      | Madelyn Rodríguez         |
| Qualifikationsturnier Asien                                                                                 | 15.–16. März 2024                       | Tai’an        | 2      | Sasikarn Tongchan         |
| Qualifikationsturnier Asien                                                                                 | 15.–16. März 2024                       | Tai’an        | 2      | Ozoda Sobirjonova         |
| Qualifikationsturnier Europa                                                                                | 9.–10. März 2024                        | Sofia         | 2      | Cecilia Castro            |
| Qualifikationsturnier Europa                                                                                | 9.–10. März 2024                        | Sofia         | 2      | Viviana Márton            |
| Wildcard/Gastgeber                                                                                          | —                                       | —             | 1      | Magda Wiet-Hénin          |
| Gesamt | Gesamt                                  | Gesamt        | 16     | 16                        |

### Schwergewicht (über 67 kg)
| Qualifikationswettbewerb                                                                                    | Datum                                   | Ort           | Plätze | Qualifizierte Athletinnen |
| --- | --------------------------------------- | ------------- | ------ | ------------------------- |
| WT Olympische Rangliste per Stand am 3. Dezember 2023, einschließlich der Ergebnisse des Grand-Prix-Finales | 2.–3. Dezember 2023 (Grand-Prix-Finale) | Manchester    | 5      | Nafia Kuş                 |
| WT Olympische Rangliste per Stand am 3. Dezember 2023, einschließlich der Ergebnisse des Grand-Prix-Finales | 2.–3. Dezember 2023 (Grand-Prix-Finale) | Manchester    | 5      | Svetlana Osipova          |
| WT Olympische Rangliste per Stand am 3. Dezember 2023, einschließlich der Ergebnisse des Grand-Prix-Finales | 2.–3. Dezember 2023 (Grand-Prix-Finale) | Manchester    | 5      | Lee Da-bin                |
| WT Olympische Rangliste per Stand am 3. Dezember 2023, einschließlich der Ergebnisse des Grand-Prix-Finales | 2.–3. Dezember 2023 (Grand-Prix-Finale) | Manchester    | 5      | Rebecca McGowan           |
| WT Olympische Rangliste per Stand am 3. Dezember 2023, einschließlich der Ergebnisse des Grand-Prix-Finales | 2.–3. Dezember 2023 (Grand-Prix-Finale) | Manchester    | 5      | Lorena Brandl             |
| WT Grand Slam Series Rangliste                                                                              | 16.–17. Dezember 2023                   | Wuxi          | 1      | Zhou Zeqi                 |
| Qualifikationsturnier Afrika                                                                                | 10.–11. Februar 2024                    | Dakar         | 2      | Astan Bathily             |
| Qualifikationsturnier Afrika                                                                                | 10.–11. Februar 2024                    | Dakar         | 2      | Fatima-Ezzahra Aboufaras  |
| Qualifikationsturnier Ozeanien                                                                              | 6. April 2024                           | Honiara       | 1      | Venice Traill             |
| Qualifikationsturnier Panamerika                                                                            | 9.–10. April 2024                       | Santo Domingo | 2      | Fernanda Aguirre          |
| Qualifikationsturnier Panamerika                                                                            | 9.–10. April 2024                       | Santo Domingo | 2      | Arlettys Acosta           |
| Qualifikationsturnier Asien                                                                                 | 15.–16. März 2024                       | Tai’an        | 2      | Munira Abdussalomowa      |
| Qualifikationsturnier Asien                                                                                 | 15.–16. März 2024                       | Tai’an        | 2      | Rama Abo Al-Rub           |
| Qualifikationsturnier Europa                                                                                | 9.–10. März 2024                        | Sofia         | 2      | Polina Chan               |
| Qualifikationsturnier Europa                                                                                | 9.–10. März 2024                        | Sofia         | 2      | Petra Štolbová            |
| Qualifikationsturnier Europa                                                                                | 9.–10. März 2024                        | Sofia         | 2      | Marlene Jahl              |
| Wildcard/Gastgeber                                                                                          | –                                       | –             | 1      | Althéa Laurin             |
| Gesamt | Gesamt                                  | Gesamt        | 16     | 16                        |